# Concours commun Mines-Ponts
 (février 2017).
 (février 2017).
Le Concours Commun Mines-Ponts est, avec les concours de Polytechnique-ESPCI-ENS, Centrale-Supélec, le Concours commun des instituts nationaux polytechniques (CCINP), et le concours e3a-Polytech, l’un des concours pour l'entrée dans les écoles d'ingénieurs françaises (habituellement surnommées « Grandes Écoles »). Il a été créé en 1959 . Il est ouvert aux élèves de classes préparatoires aux grandes écoles.

## Écoles
Les écoles suivantes recrutent par la voie de ce concours :
- École nationale des ponts et chaussées (Ponts)
- Institut supérieur de l'aéronautique et de l'espace - cursus Suparéo (Supaéro)
- École nationale supérieure de techniques avancées (ENSTA)
- Télécom Paris (Télécom Paris)
- École nationale supérieure des mines de Paris (Mines Paris)
- École nationale supérieure des mines de Saint-Étienne (Mines Saint-Étienne)
- École nationale supérieure des mines de Nancy (Mines Nancy)
- École nationale supérieure Mines-Télécom Atlantique Bretagne Pays de la Loire (IMT Atlantique)
- École nationale de la statistique et de l'administration économique (ENSAE)
- École nationale supérieure de chimie de Paris (Chimie Paris) (depuis 2019)

## Banques de notes
Les épreuves du concours commun Mines-Ponts sont également utilisées comme banque de notes par d'autres concours comme le concours Mines-Télécom pour les filières MP, MPI,  PC et PSI. Il est né de la fusion en 2015 du concours commun des Écoles des Mines et du concours Télécom INT, et à partir de 2021 du concours TPE/EIVP. Il propose 1 791 places (en 2022) dans les 18 grandes écoles d'ingénieurs qu'il rassemble. Il recourt par ailleurs à la Banque PT pour la filière PT, au concours Centrale-Supélec pour la filière TSI, au concours ENSEA pour la filière ATS et au concours G2E pour la filière BCPST.
Les 16 écoles sont :
- École nationale supérieure de techniques avancées Bretagne (ENSTA Bretagne)
- École nationale supérieure des mines d'Albi-Carmaux (IMT Mines Albi-Carmaux)
- École nationale supérieure des mines d'Alès (IMT Mines Alès)
- École nationale supérieure Mines-Télécom Lille-Douai (IMT Nord-Europe)
- École nationale supérieure des mines de Saint-Étienne (Mines Saint-Étienne)
- Institut Mines-Télécom Business School (IMT-BS)
- Télécom SudParis
- Télécom Saint-Étienne
- Télécom Nancy
- Télécom physique Strasbourg
- École nationale supérieure des sciences appliquées et de technologie de Lannion (ENSSAT)
- École nationale supérieure d'informatique pour l'industrie et l'entreprise (ENSIIE)
- École nationale des travaux publics de l'État (ENTPE)
- École nationale des sciences géographiques (ENSG)
- École des ingénieurs de la ville de Paris (EIVP)
- École nationale de la météorologie (ENM)
- Eurecom

On notera le cas particulier de Mines Saint-Étienne cycle ISMIN : il s'agit d'une formation de l'École nationale supérieure des mines de Saint-Étienne différente du cycle ICM (qui recrute sur le concours Mines-Télecom - écrit de Mines-Ponts et oraux spécifiques).
Depuis 2021, le concours TPE/EIVP est intégré au concours Mines-Télécom.

## Inscription
- L'inscription au concours commun Mines-Ponts entraine automatiquement l'inscription à toutes les écoles de la banque Mines-Ponts (tarif global de 380 € pour la session 2024). À l'issue des épreuves écrites, les candidats sont admissibles à toutes ces écoles s'ils franchissent une barre scientifique (la somme pondérée des notes obtenues dans les matières scientifiques doit dépasser un certain seuil) et une barre générale (idem pour toutes les notes), fixées par le jury (environ un tiers d'admissibles). Ils sont alors autorisés à passer les épreuves orales communes à l'issue desquelles ils pourront être admis dans l'une de ces écoles.

- L'inscription en banque de notes Mines-Télécom est optionnelle et induit un coût supplémentaire (pour 2021 : 285 € en filière MP-PC-PSI). Les concours fixent, par banque, leurs propres barres à partir des notes obtenues par les candidats aux épreuves communes. La suite de l'admission est ainsi totalement indépendante de celle des écoles du concours commun.

## Déroulement des épreuves
Les épreuves écrites d'admissibilité se déroulent généralement pendant quatre jours en avril ou mai dans les centres d'écrits répartis dans toute la France. Les épreuves orales d'admission sont réparties sur une semaine, durant les mois de juin et juillet en fonction des sérieset sont centralisées à Paris.

## Nature des épreuves

### Épreuves écrites
Les épreuves écrites passées par les candidats et leurs coefficients dépendent de leur filière d'inscription (MP, PC ou PSI). Le concours se compose de deux épreuves de mathématiques, deux épreuves de physique, une épreuve de chimie, une épreuve de langue vivante, une épreuve de français, une épreuve d'informatique et d'une épreuve supplémentaire de sciences industrielles ou d'informatique pour les filières MP et PSI.

### Épreuves orales
Lors des épreuves orales, les candidats de toutes les filières sont convoqués à une épreuve de Mathématiques, une épreuve de Physique, une épreuve de Français et une épreuve d'Anglais. À cela s'ajoute, pour les filières PC et PSI, un TP de physique chimie ou de sciences industrielles. Les candidats peuvent passer une épreuve de langue vivante optionnelle, qui s'ajoutera à l'épreuve d'Anglais (obligatoire).

## Historique
Le concours commun Mines-Ponts se met en place progressivement, essentiellement par voie d'arrêtés interministériels. Cette constitution progressive a lieu entre 1959 et 2019 autour du concours d'accès à l'école nationale des ponts et chaussées. 
Le premier concours commun est mis en place, à titre expérimental, entre l'école nationale des ponts et chaussées, l'école nationale supérieure de l'aéronautique, l'école nationale supérieure du génie maritime et l'école nationale supérieure des télécommunications par arêté interministériel du 23 mars 1959. L'application de cet arrêté est prorogée par un arrêté du 18 février 1960.
Trois nouvelles écoles sont ensuite adjointes aux quatre premières par un arrêté interministériel du 13 février 1970. Il s'agit de trois écoles des mines, qui auparavant organisaient leur propre concours commun, à savoir l'école nationale supérieure des mines de Paris, l'école nationale supérieure des mines de Saint-Etienne et l'école nationale supérieure de la métallurgie et de l'industrie des mines de Nancy.
Par la suite, une huitième école, l'école nationale supérieure des télécommunications de Bretagne, rejoint le concours par le biais d'un arrêté interministériel du 2 décembre 1977. Cet arrêté abroge l'arrêté précédent de 1970.
L'arrêté du 2 décembre 1977 est lui-même abrogé par arrêté interministériel du 26 avril 2002 relatif à l'organisation des concours pour l'admission à différentes écoles d'ingénieurs, lequel reprend la liste des huit écoles participant au concours commun et crée, à compter de la session 2001, la banque Mines-Ponts, ce qui permet l'utilisation par un certain nombre de concours (concours TPE/EIVP, ENSAE, ENSTIM et Télécom INT) des épreuves écrites du concours commun Mines-Ponts.
En 2010, l'école nationale des statistiques et de l'administration économique (ENSAE ParisTech) devient la neuvième école du concours commun. En 2013, le concours s'organise sous la forme d'un groupement d'intérêt public. En 2019, l'école nationale supérieure de chimie de Paris (Chimie ParisTech) devient la dixième école du concours commun.